# 江湖三女侠
《江湖三女侠》（共三册）是梁羽生於1957年4月8日至1958年12月10日於《大公報》「小說林」連載成書，為「天山系列‧七劍下天山」續篇，除了易蘭珠外，其他有關「七劍」者多為子弟及徒弟，如唐曉瀾、馮瑛、冒廣生、李治、桂華生等。

## 主要人物
- 吕四娘──本书主人公，三女侠之一，年龄最大
- 唐晓澜──本书男主人公，贯穿全书，身世绝密，学艺坎坷，为人略微性急豪迈
- 冯瑛──三女侠之一，性沉稳，冯琳的孪生姐姐
- 冯琳──三女侠之一，性轻浮，冯瑛的孪生妹妹
- 雍正皇帝──本书反角
- 年羹尧──本书反角

## 故事大概
清初，民间反清之心不平，一师从天山七剑之首凌未风的大侠在中原传下武艺，由经人至唐晓澜手中，经年不想遭命丧子弟家中，变故频生，清廷开始大规模铲除意图谋反之人，吕四娘亦受文字狱牵连，拜独臂神尼为师；唐无力护卫师门亲属(包括冯瑛，冯琳这对孪生姐妹)，冯琳被劫走，他送冯瑛至天山学艺，自己另求名师；又过十多年，又有变革，冯氏姐妹长大……

## 其他
本篇在天山系列中，篇幅较长，情节波澜不惊，刻画人物不少，以小说的形式体现了江湖豪侠和清廷的恩怨。